# Bill Jordan
Pour les articles homonymes, voir Jordan.
William Brian Jordan, baron Jordan, (né le 28 janvier 1936), connu sous le nom Bill Jordan, est un économiste et homme politique travailliste britannique.

## Biographie
Fils de Walter et d'Alice Jordan, il fait ses études à la Barford Road Secondary Modern School de Birmingham.
Jordan est président de l'Amalgamated Engineering Union (AEU), puis de son successeur, l'Amalgamated Engineering and Electrical Union (AEEU), de 1986 à 1994. Parallèlement, il est membre du Conseil général du Congrès des syndicats (TUC). En 1995, il devient secrétaire général de la Confédération internationale des syndicats libres (CISL), poste qu'il occupe jusqu'en 2002.
Il est également gouverneur de longue date de la London School of Economics de 1987 à 2002 et de la BBC de 1988 à 1998.
Jordan est nommé Commandeur de l'Ordre de l'Empire britannique (CBE) dans les honneurs du Nouvel An 1992, et est créé pair à vie avec le titre baron Jordan, de Bournville dans le comté de West Midlands, le 5 juin 2000.
Depuis 1958, Lord Jordan est marié à Jean Ann Livesey; ils ont trois filles, neuf petits-enfants et deux arrière-petits-enfants.